# Andahuaylas
Andahuaylas ist eine Stadt in Peru mit 58.416 Einwohnern (Stand: 2017). Die Stadt liegt im Tal des Río Chumbao im Andenhochland, auf einer Höhe von etwa 2900 Metern. Sie ist ein wichtiges Zentrum der Region Apurímac. Die Stadt Andahuaylas gliedert sich in die drei Distrikte Andahuaylas (die Stadtmitte), San Jerónimo und Talavera.

## Provinz Andahuaylas
Andahuaylas ist die Hauptstadt der gleichnamigen Provinz.
Die Provinz Andahuaylas ist eine der ärmsten Provinzen Perus. Die Bevölkerung ist mehrheitlich indigener Abstammung.

## Sehenswürdigkeiten
Die Stadt hat eine sehenswerte Kirche aus dem 17. Jahrhundert, die auf einer alten Inka-Ruine erbaut wurde.

## Verkehr
Der Flughafen Andahuaylas wird von der Corporación Peruana de Aeropuertos y Aviación Comercial (CORPAC) betrieben. Er wurde von der peruanischen Fluggesellschaft LC Perú von Lima aus angeflogen. Seit LC Perú im November 2018 den Flugbetrieb einstellte, gibt es keine Linienflüge nach Andahuaylas mehr.

## Persönlichkeiten
- Julio Óscar Trelles (1904–1990), Arzt, Hochschullehrer und Politiker
- José María Arguedas (1911–1969), Schriftsteller